# Stenocarpus villosus
Stenocarpus villosus är en tvåhjärtbladig växtart som beskrevs av Brongn. & Gris. Stenocarpus villosus ingår i släktet Stenocarpus och familjen Proteaceae. Inga underarter finns listade i Catalogue of Life.